# Reyssouze (Ain)
Reyssouze ist eine französische Gemeinde mit 1003 Einwohnern (Stand 1. Januar 2022) im Département Ain in der Region Auvergne-Rhône-Alpes. Sie gehört zum Kanton Replonges im Arrondissement Bourg-en-Bresse.

## Geografie
Die Gemeinde Reyssouze liegt nahe der Mündung des gleichnamigen Flusses Reyssouze in die Saône im Westen der Bresse, etwa 45 Kilometer nordwestlich von Bourg-en-Bresse, großräumiger gesehen etwa auf halbem Weg zwischen den ungefähr 100 Kilometer entfernten Städten Dijon im Norden und Lyon im Süden. Die Saône bildet im Westen auch die Grenze zum Département Saône-et-Loire.

## Geschichte
Der Ort Reyssouze wurde bereits im 6. Jahrhundert erwähnt. Im Jahr 1606 wurde im Ort eine protestantische Kirche errichtet, die aber bereits 1684 wieder zerstört wurde. Zu einer eigenständigen Gemeinde wurde Reyssouze im Jahr 1845.

### Bevölkerungsentwicklung
| Jahr                       | 1962 | 1968 | 1975 | 1982 | 1990 | 1999 | 2011 | 2021 |
| Einwohner                  | 625  | 616  | 698  | 716  | 709  | 715  | 954  | 1010 |
| Quellen: Cassini und INSEE |      |      |      |      |      |      |      |      |

## Sehenswürdigkeiten
Neben der Kirche Saint-Claude stehen in Reyssouze alte Gutshöfe. Besonders sehenswert ist die als Monument historique klassifizierte Ferme Coulas mit ihrem für die Bresse charakteristischen Cheminée Sarrasine, einem Schornstein in Form eines einer Bischofsmütze nachempfundenen Glockenturmes.

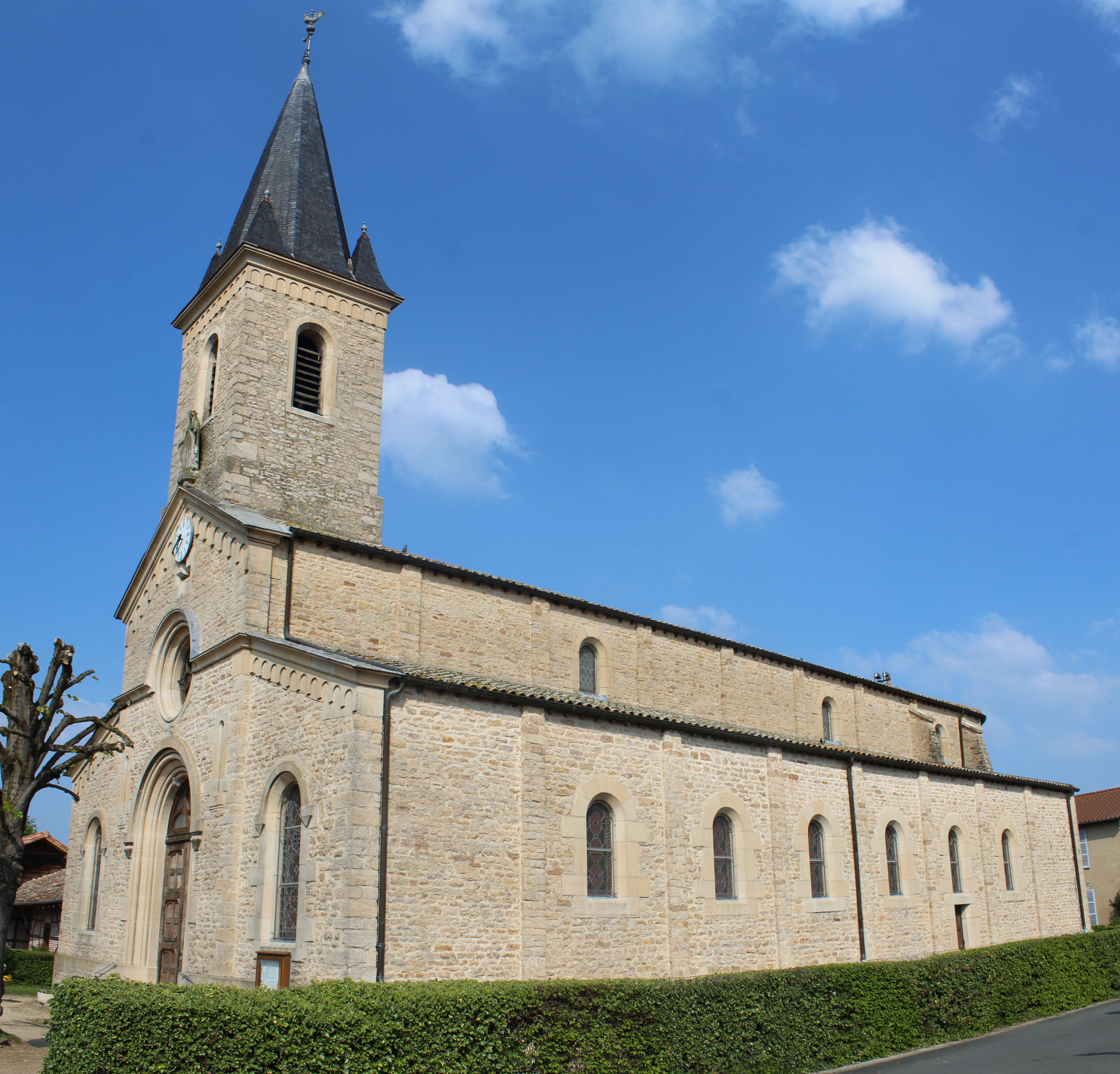
Kirche Saint-Claude
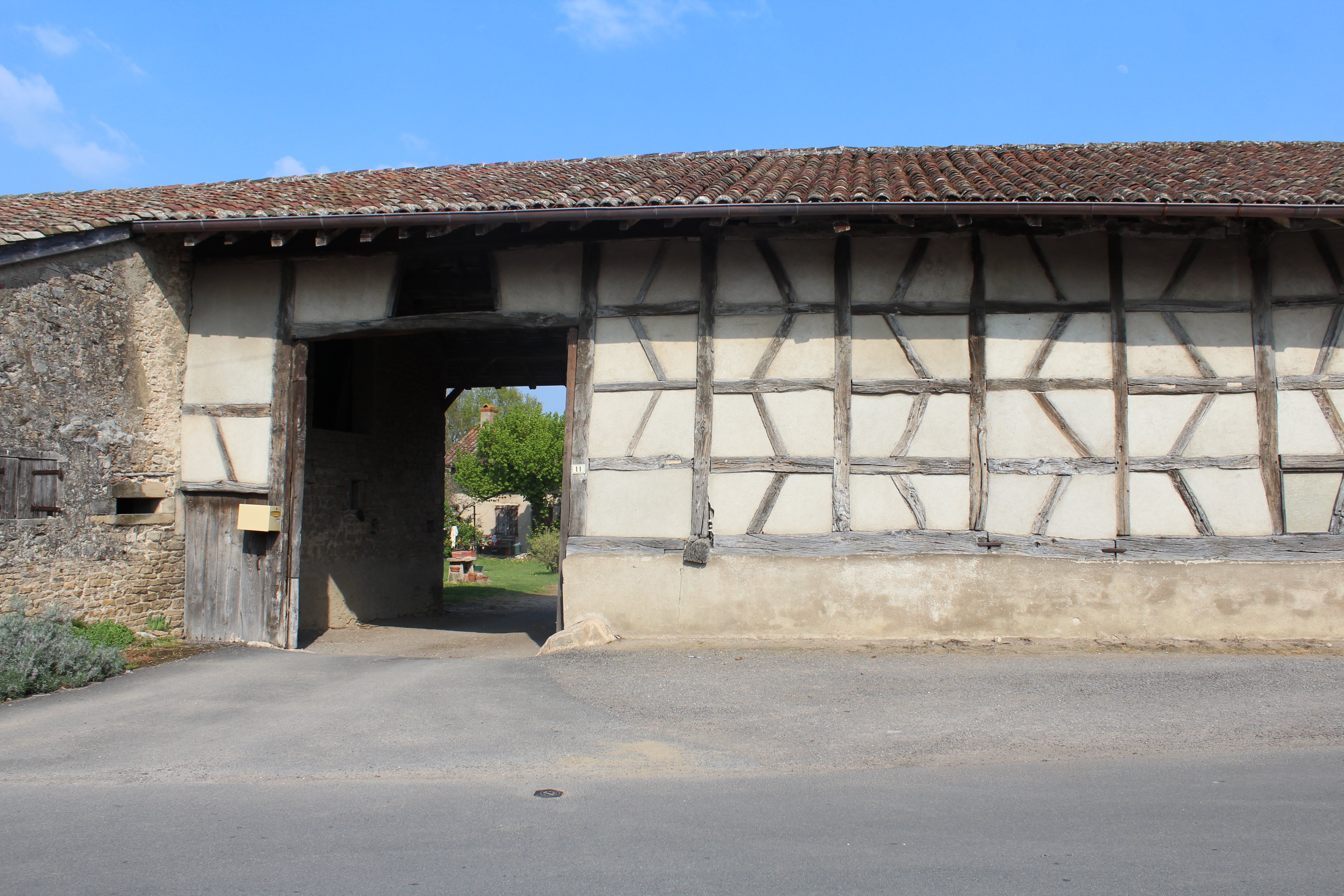
Ferme Coulas